# Obětní miska
Obětní miska je liturgická nádoba v katolické liturgii. Při mši se do ní dávají hostie k proměnění. 
Obětní misku může nahradit patena nebo ciborium.